# Soli Deo gloria
Soli Deo gloria es un término en latín que significa solo la gloria a Dios. Ha sido utilizada por artistas como Johann Sebastian Bach, Georg Friedrich Händel y Christoph Graupner para indicar que el trabajo fue producido por el bien de alabar a Dios. La frase se ha convertido en una de las cinco solas postuladas para resumir las creencias básicas de los reformadores durante la Reforma protestante.
Como doctrina, significa que todo lo que se hace es para la gloria de Dios a la exclusión de auto-glorificación y el orgullo de la humanidad. Los cristianos deben estar motivados e inspirados por la gloria de Dios y no la suya.

## Significado y términos relacionados
Las tres palabras Soli Deo gloria (abreviado S. D. G.) tienen significado en latín de la siguiente manera: la soli es un dativo (irregular) singular del adjetivo «solitario», «único», y está de acuerdo con el dativo singular Deo, (en forma nominativa del diccionario Deus), que significa «Dios»; y gloria es el caso nominativo de la misma palabra en el español.
Soli Deo Gloria se traduce generalmente gloria a Dios solo, pero algunos lo traducen como gloria al único Dios. Una frase similar se encuentra en la traducción Vulgata de la Biblia: «soli Deo honor et gloria». Esto es gramaticalmente igual que la firma de Bach y Handel, pero utilizando el dativo «al único Dios», después de los dos sujetos nominativos «honor y gloria». El versículo dice de manera diferente en griego y en español por el adjetivo adicional «sabio» aphthartoi, aoratoi, monoi, sophoi Theoi «al inmortal, invisible, único y sabio Dios».

## Uso literario y musical

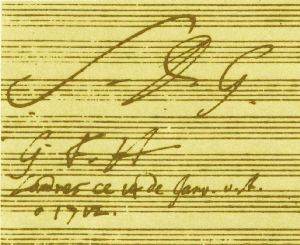
«S. D. G.» (de Soli Deo gloria) al final de un manuscrito de G. F. Händel.

El místico y poeta católico del siglo XVI San Juan de la Cruz utiliza la frase similar, Soli Deo honor et gloria, en sus Precauciones y Consejos.
El compositor barroco Johann Sebastian Bach escribió las iniciales «S. D. G.» al final de todas las composiciones de su iglesia y también la aplicó a algunas, pero no todas, sus obras profanas. Esta dedicatoria era a veces también utilizada por el contemporáneo de Bach Georg Friedrich Händel, por ejemplo, en su Te Deum.
En homenaje a Bach, el término también fue elegido por Sir John Eliot Gardiner como el nombre de su propio sello discográfico después de abandonar Archiv Produktion, para continuar y completar su proyecto de cantatas de Bach.

## Uso protestante en las Cinco Solas
Junto con la sola fide, la sola gratia, la sola scriptura y solus Christus, la frase se ha convertido en parte de lo que se conoce como las Cinco solas, un resumen de los principios centrales de la Reforma Protestante. Aunque estas frases individuales se han utilizado durante siglos, no está claro cuándo fueron inicialmente juntadas.

## Otros puntos de vista confesionales
En la ortodoxa oriental y la teología católica, el término latría se utiliza para la forma de adoración y glorificación dirigido sólo a la Santísima Trinidad. El término dulía se utiliza para los santos en general y hiperdulía (por encima de la dulía) para la Virgen María. La definición de la jerarquía de tres niveles de latría, hiperdulía y dulía se remonta al Segundo Concilio de Nicea en 787.

## Lema

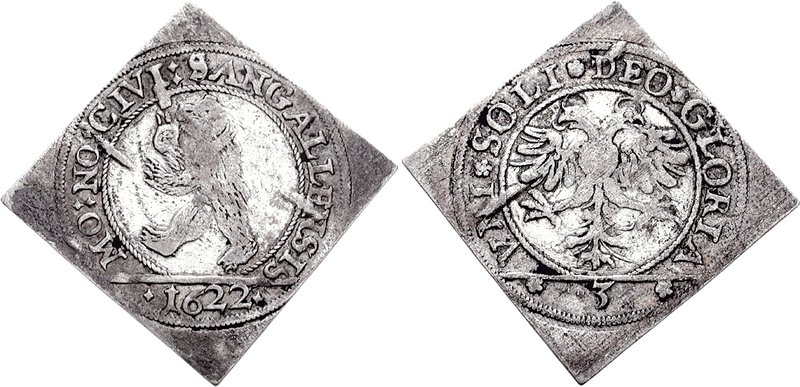
Soli Deo gloria en una moneda de 1622 de St. Gallen, Suiza.

Soli Deo Gloria es el lema de la Hermandad de San Gregorio, una comunidad cristiana de los hermanos de la Iglesia Episcopal fundada dentro de la Comunión Anglicana en 1969; del Wheaton Academy, una escuela secundaria situada en el oeste de Chicago, Illinois, que fue fundada en 1853; del Concordia College, Moorhead, Minnesota; del Luther College, Decorah, Iowa; del Dort College, Iowa; del Gremio Americano de Organistas; de la Christ Presbyterian Academy en Nashville, Tennessee; del Ursuline High School, una escuela secundaria católica ubicada en Youngstown, Ohio, que fue fundada en 1905; y del Bishop's Stortford College, una escuela pública británica fundada en 1868 en Bishop's Stortford, Hertfordshire, Reino Unido. También se imprime en la moneda sudafricana de 1 rand.